# 六一二事件
六一二事件（ろくいちにじけん）は、1987年6月12日から6月14日にかけて台湾台北市で発生したデモ隊の衝突事件。
1987年6月10日、民主進歩党は国民政府が動員戡乱時期臨時条款解除の条件に制定を進める国家安全法への反対、立法院の組織の不備に抗議し、戒厳令下の台湾で最大の街頭デモが行われ、6月10日から6月12日までの期間、立法院入口で抗議活動を繰り広げた。6月12日になると反共愛国陣線のメンバーが立法院に集結、民進党メンバーとの衝突が発生した。群集は投石や木棒により双方を攻撃し多くの民衆が負傷、この衝突は6月13日未明になりようやく収束した。
この一連の衝突に対し『自立晩報』は機動隊が双方を引き離した後に「反共愛国陣線」が機動隊の後方から突進、民進党側が反撃しようとすると機動隊により阻止され一方的に暴行を受けていたと報道している。
六一二事件之後、国民政府は民進党の謝長廷、洪奇昌、江蓋世の3名を逮捕し、9発より裁判審理が開始された。しかし事件の影響もあり、3名は無罪判決を勝ち取っている。
また軍系の『台湾日報』は6月12日のデモは民進党が現金で民衆を買収したものであると報道、これに反発した民進党支持者が台湾日報社を攻撃し、台湾日報事件へと発展した。